# Aimee Challenor

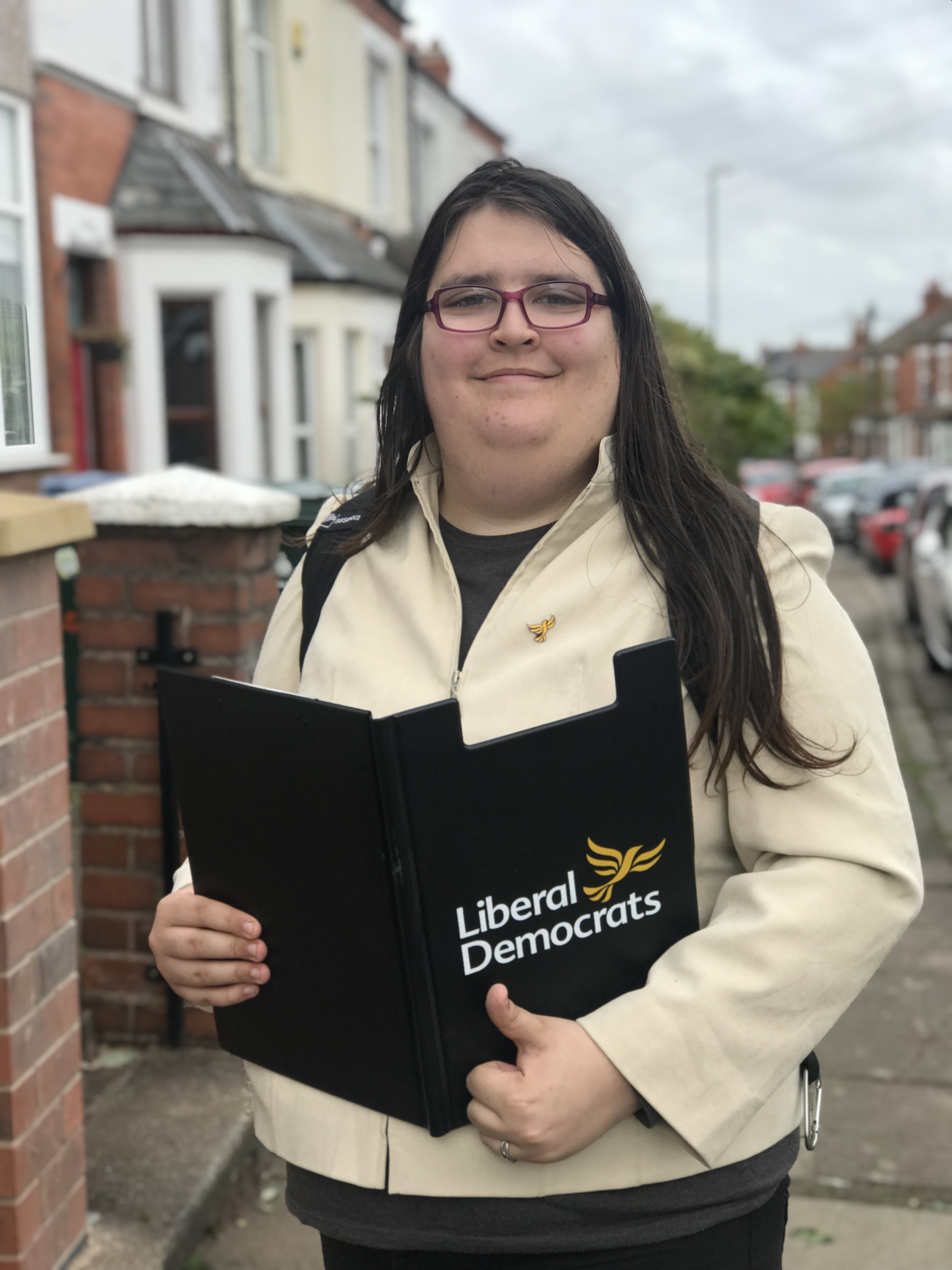
Aimee Challenor

Aimee Knight (* 1998 in Coventry, geborene Challenor) ist eine britische Transgender-Aktivistin, Politikerin (erst Green Party, dann Liberal Democrats) und ehemalige Sprecherin der Green Party of England and Wales. 2017 stellte sie sich im Wahlkreis Coventry-South zur Wahl und erhielt 1,3 % der Stimmen. 
Im Jahr 2018 wurde ihr Vater, der zuvor als ihr Wahlagent gedient hatte, wegen sexueller Straftaten gegen ein Kind verurteilt und inhaftiert, und Challenor wurde während der Untersuchung von der Partei suspendiert. Sie trat bei den Liberaldemokraten ein und wurde 2019 dort wegen Tweets suspendiert, die sexuelle Fantasien mit Kindern enthielten.

## Leben

### Kindheit und Jugend
Aimee Challenor wurde als Tochter von David und Tina Challenor geboren und wuchs in Coventry, in den West Midlands auf. Sie hat zwei Geschwister und zwei Halbgeschwister. Mit 10 wusste sie, dass sie sich als Mädchen fühlte, doch das Wissen um den richtigen Umgang mit Transpersonen war weder der Familie noch der Gesellschaft, in der sie lebte damals bekannt. So wurde bei Challenor eine Störung des Sozialverhaltens mit oppositionellem, aufsässigem Verhalten sowie eine Aufmerksamkeitsdefizit-/Hyperaktivitätsstörung diagnostiziert. Außerdem erhielt sie mit vier Jahren bereits die Diagnose Autismus, die benutzt wurde, um ihre geschlechtliche Identität zu negieren. So wurde hinterfragt, ob der Wille eine Frau zu sein, nicht Ausdruck ihrer Autismusspektrumsstörung sei. Zudem wurde sie der Jugendhilfe zugeführt. Sie wurde im Lewis Charlton Learning Center, einer unabhängigen Sonderschule für Kinder mit Verhaltensstörungen, untergebracht. Zwei weitere Kinder der Familie wurden zeitweilig von amtlicher Seite in Pflege gegeben. 2014 kehrte Challenor zu ihren Eltern zurück. Challenor outete sich 2014 als trans und trägt seitdem den Vornamen Aimee. Geschlechtsangleichende Maßnahmen wurden ab diesem Zeitpunkt eingeleitet. Die National Autistic Society entschuldigte sich später öffentlich für die Behandlung von Aimee Challenor sowie für ähnliche Fälle.
Aimee Challenor besuchte das Henley College in Coventry, wo sie als LGBT-Mitarbeiterin der National Union of Students (NUS) tätig war. Challenor lebte mit ihrer Mutter in Coventry und studiert an der Open University Philosophie, Politik und Wirtschaft.

### Politische Karriere
Challenor trat im November 2014 der Grünen Partei von England und Wales bei. Sie war von 2015 bis 2017 Vorsitzende von LGBTIQA + Greens. Challenor wurde 2016 zur Gleichstellungssprecherin der Partei gewählt. Im Jahr 2017 war Challenor die grüne Kandidatin für Coventry South. Sie erhielt 604 Stimmen, das sind 1,3 % der abgegebenen Stimmen. Challenor kandidierte im Februar 2016 und im Mai 2016 bei den Kommunalwahlen des Stadtrats von Coventry für die Grünen. Im Mai 2018 wurde sie nicht aufgestellt.
Challenor kandidierte 2018 zur Wahl des stellvertretenden Vorsitzenden der Green Party of England and Wales. Im August 2018 wurde Challenors Vater David Challenor zu 22 Jahren Gefängnis verurteilt, weil er ein zehnjähriges Mädchen im Keller des eigenen Hauses vergewaltigt und gefoltert hatte. Hinzu kam des Weiteren der Besitz, die Herstellung und die Verbreitung von Kinderpornografie. Er wurde 2015 bei der Polizei angezeigt und im November 2016 angeklagt. Trotzdem wählte Challenor ihren Vater als Wahlhelfer für die Parlamentswahlen 2017 und auch für die Parlamentswahlen 2018. Nach der Verurteilung des Vaters trat Challenor – die darauf besteht, dass sie die Vorwürfe gegen ihren Vater nicht vollständig gekannt habe – als Wahlkandidatin der Grünen Partei zurück. Sie wurde von der Partei suspendiert, und die Partei leitete eine Untersuchung hinsichtlich möglichen Sicherungsversagens ein, da David Challenor noch nach dem Zeitpunkt der Anklage als Wahlagent von Aimee Challenor zugelassen wurde. Challenor hatte den Namen ihres Vaters als Baloo Challenor (nach „Balu“ aus dem Dschungelbuch von Rudyard Kipling) angegeben, und dies später damit begründet, dass er unter diesem Spitznamen lokal bekannt sei.
Als die Vorwürfe gegen ihren Vater bekannt wurden, wurde sie selbst suspendiert. Im September 2018 trat Challenor aus der Grünen Partei unter dem Vorwurf der Transphobie aus, was die Partei bestritt. Im Anschluss beantragte sie die Mitgliedschaft bei den Liberaldemokraten, die im Oktober 2018 genehmigt wurde. 2019 wurde sie dort wegen Tweets ihres Partners, den sie später heiratete, suspendiert. Diese suggerierten, dass er sexuelle Fantasien mit Kindern habe. Die beiden behaupteten später, der Twitter-Account ihres Partners sei gehackt worden.

### Reddit
Nachdem Aimee Knight, wie sie nun hieß, einige Monate als unbezahlte Moderatorin bei Reddit unterwegs war, wurde sie von der Firma angeheuert und arbeitete dort als bezahlte Administratorin. Als dies bekannt wurde, erschienen auf Reddit einige Links auf Artikel über das Strafverfahren gegen ihren Vater. Dies führte zu einigen Sperren von anderen Moderatoren auf Reddit und zu einem großen Protest innerhalb der Community. So trennte sich Reddit schließlich von ihr.

## LGBT-Aktivismus
Im Jahr 2015 war Challenor LGBTQ-Beauftragte für das Henley College in Coventry; sie protestierte gegen die Zensur von College-Websites wie Birmingham Pride, die vom Web-Blocker des College als „homosexuell oder lesbisch oder bisexuell orientiert“ eingestuft wurden. Challenor organisierte 2016 und 2017 Coventry Pride, ein Lesbian, Gay, Bisexual & Trans Pride-Event.
Challenor war bis 2019 Mitglied der Trans Advisory Group für Stonewall, Großbritanniens größte LGBT-Wohltätigkeitsorganisation. Nachdem ein Artikel auf der Website Feminist Current gegen sie veröffentlicht worden war, wurde sie aus der Gruppe stillschweigend entlassen.